# صقلاب باذنجاني
الصقلاب الباذنجاني هو جنس نبات من جنس الصقلاب والفصيلة الدفلية.